# Theodor Wilhelm Danzel (filosof)
 Der er flere personer med dette navn, se Theodor Wilhelm Danzel.
Theodor Wilhelm Danzel (født 4. januar 1818 i Hamborg, død 9. maj 1850 i Leipzig) var en tysk æstetiker og litteraturhistoriker. 
Danzel var docent i Leipzig. Hans fremste værker er de i opposition mod Gervinus skrevne Gottsched und seine Zeit (1848) og Gotthold Ephraim Lessing, sein Leben und seine Werke (1850–54, fuldført af Guhrauer). Danzels Gesammelte Aufsätze udkom 1855.